# Центаройское сельское поселение (Ножай-Юртовский район)
Центаройское се́льское поселе́ние — муниципальное образование в Ножай-Юртовском районе Чечни Российской Федерации.
Административный центр — село Центарой.

## История
Статус и границы сельского поселения установлены Законом Чеченской Республики от 20 февраля 2009 года № 11-РЗ «Об образовании муниципального образования Ножай-Юртовский район и муниципальных образований, входящих в его состав, установлении их границ и наделении их соответствующим статусом муниципального района и сельского поселения».

## Население
| 2010 | 2012 | 2013 | 2014 | 2015 | 2016 | 2017 |
| ---- | ---- | ---- | ---- | ---- | ---- | ---- |
| 317  | ↗320 | ↗321 | ↗322 | ↘320 | ↘317 | ↗369 |
| 2018 | 2019 | 2020 | 2021 | 2023 | 2024 |      |
| ↘368 | ↗369 | ↘366 | ↘92  | ↗113 | ↗149 |      |

## Состав сельского поселения
| № | Населённый пункт | Тип населённого пункта       | Население |
| - | ---------------- | ---------------------------- | --------- |
| 1 | Центарой         | село, административный центр | ↗149      |